# Saint-Éliph
Saint-Éliph é uma comuna francesa na região administrativa do Centro, no departamento Eure-et-Loir. Estende-se por uma área de 23,81 km². Em 2010 a comuna tinha 890 habitantes (densidade: 37,4 hab./km²).